# Centro geográfico dos Estados Unidos contíguos
O centro geográfico dos Estados Unidos contíguos é o ponto central do território formado pelos 48 estados dos Estados Unidos contíguos (todos exceto Havai e Alasca), de acordo com a definição feita pelo U.S. National Geodetic Survey (NGS).

## Descrição geral
A posição foi estabelecida em 1918 em 39° 50′ N, 98° 35′ O, no Kansas a cerca de 2,6 milhas (4,2 km) a noroeste da localidade de Lebanon, a cerca de 12 milhas (19 km) a sul da fronteira entre Kansas e Nebraska.
Embora qualquer levantamento topográfico, ou qualquer outro método de cálculo para determinar o centro exato de uma massa terrestre seja impreciso devido às constantes alterações de linhas de costa e a outros fatores, as coordenadas do NGS são reconhecidas como marco histórico num pequeno parque na interseção da estrada AA Road com a autoestrada K-191 do Kansas. O local é acessível numa saída da U.S. Route 281.
Este ponto é distinto do  centro geográfico dos Estados Unidos, que reflete as entradas em 1959 dos estados Alasca e Havai, e que se situa a noroeste de Belle Fourche, no estado da Dakota do Sul.

## Monumento

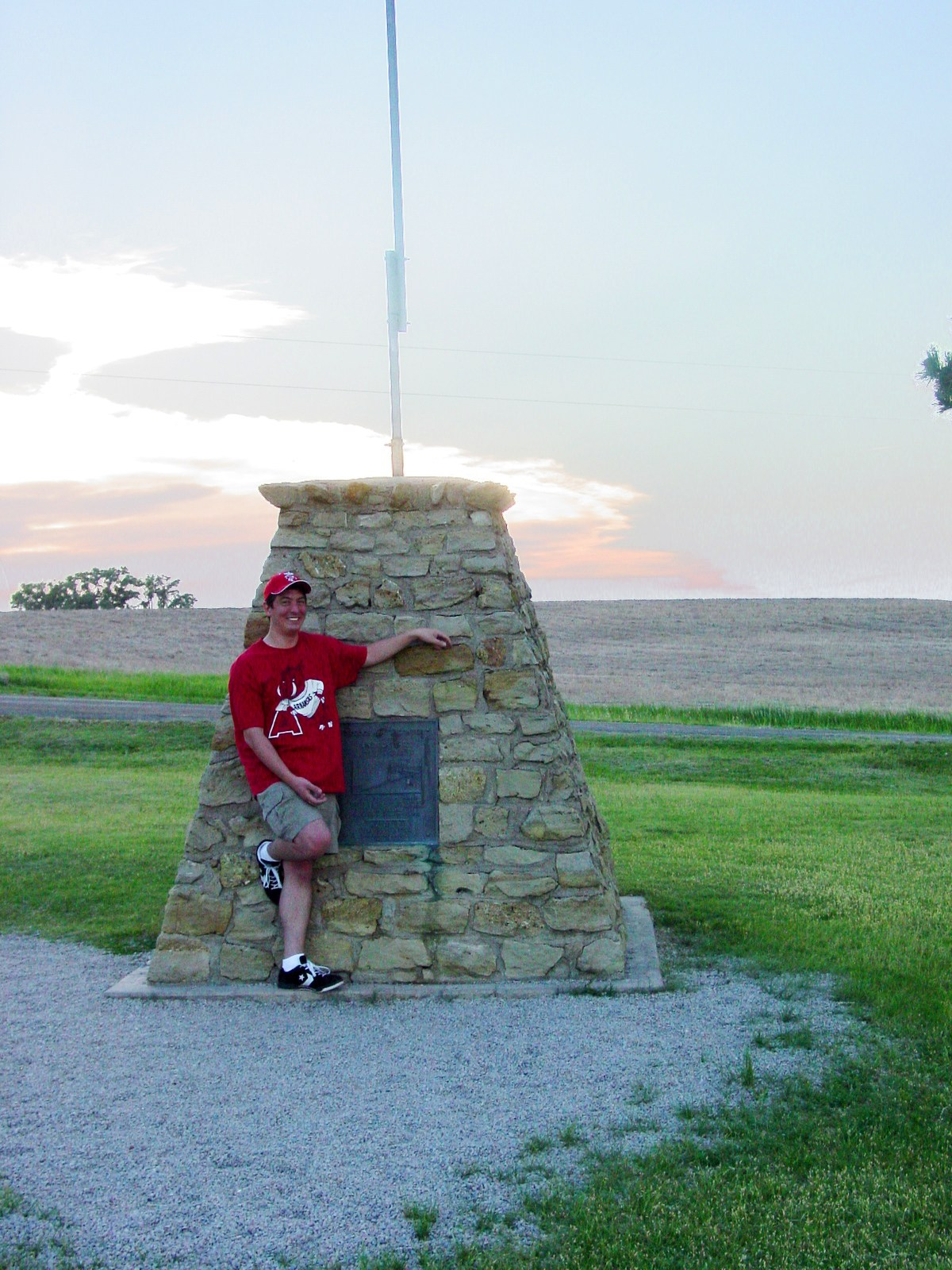
Monumento perto de Lebanon, Kansas

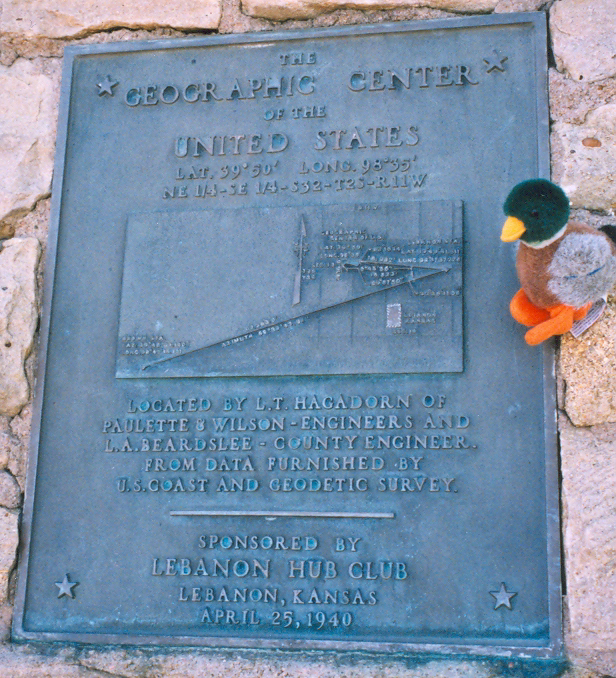
Placa no monumento

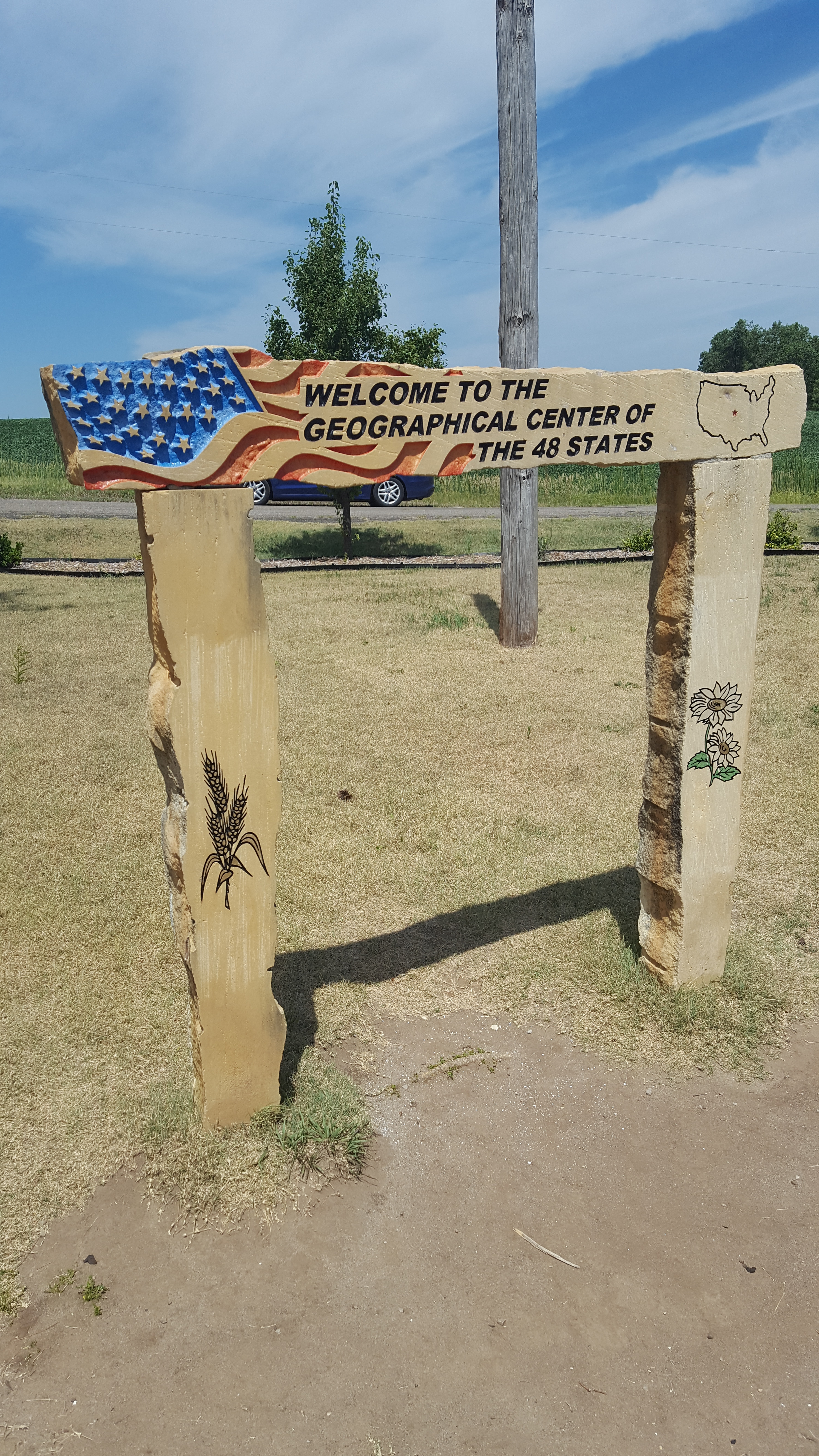
Outra marca no local

De modo a proteger a privacidade do dono das terras em que se situa o ponto identificado no levantamento topográfico de 1918, uma marca foi colocada em 1940 a cerca de 800 metros do local.
A sua inscrição indica:

The GEOGRAPHIC CENTER of the UNITED STATES

LAT. 39°50' LONG. -98°35'

NE 1/4 - SE 1/4 - S32 - T2S - R11W

Located by L.T. Hagadorn of Paulette & Wilson - Engineers and L.A. Beardslee - County Engineer. From data furnished by U.S. Coast and Geodetic Survey. 

Sponsored by Lebanon Hub Club. Lebanon, Kansas. April 25, 1940

Costuma estar no local uma bandeira dos Estados Unidos. Há ainda uma área de piqueniques e uma pequena capela.

## Método de medida
Em 1918, o Coast and Geodetic Survey encontrou o local ao descobrir o centro de massa de um cartão cortado na forma dos EUA contíguos. por incrível que pareça, este método não falha mais que 30 km, e a localização de Lebanon, Kansas permaneceu.